# دفتر نخست وزیر (اسرائیل)
دفتر نخست وزیر (انگلیسی: Prime Minister's Office، عبری: מִשְׂרָד רֹאשׁ הַמֶּמְשָׁלָה‎، ت. «Misrad Rosh HaMemshala») بخشی از کابینه اسرائیل است که مسئول هماهنگی کار تمام دفاتر وزارتخانه‌های دولتی و کمک به نخست‌وزیر اسرائیل در کارهای روزانه‌شان است.
دفتر نخست‌وزیر مسئول تدوین سیاست‌های کابینه اسرائیل، برگزاری جلسات کابینه، و همچنین مسئول روابط دیپلماتیک خارجی با کشورهای جهان و نظارت و بررسی اجرای سیاست‌های کابینه است. علاوه بر این، این دفتر مسئول سایر نهادهای دولتی است که مستقیماً تحت مسئولیت‌های نخست‌وزیر قرار دارند. برخلاف بسیاری از کشورهای دیگر، دفتر نخست‌وزیر اسرائیل به عنوان محل اقامت آنها عمل نمی‌کند.
محل اقامت رسمی نخست‌وزیر اسرائیل در بیت آگیون، در محله رهاویا در اورشلیم است.